# Buthacus clevai
Espèce
Buthacus clevai est une espèce de scorpions de la famille des Buthidae.

## Distribution
Cette espèce est endémique du Sénégal. Elle se rencontre vers Linguère.

## Description
La femelle holotype mesure 36,0 mm et le mâle paratype 30,0 mm.

## Étymologie
Cette espèce est nommée en l'honneur de Régis Cleva.

## Publication originale
- Lourenço, 2001 : « Further taxonomic considerations on the Northwestern African species of Buthacus Birula (Scorpiones, Buthidae), and description of two new species. » Entomologische Mitteilungen aus dem Zoologischen Museum Hamburg, vol. 13, no 163, p. 255-269 (texte intégral).